# 二羟甲基乙叉脲
二羟甲基乙叉脲（缩写DMEU 或 DMU）是一种含氮有机化合物，化学式C
5H
10N
2O
3，属于尿素衍生物，常温常压下为无色固体，可用于处理纤维素。